# Krežbinac
Krežbinac (en serbe cyrillique : Крежбинац) est un village de Serbie situé dans la municipalité de Paraćin, district de Pomoravlje. Au recensement de 2011, il comptait 448 habitants.

## Démographie
| 1948 | 1953 | 1961 | 1971 | 1981 | 1991 | 2002 | 2011 |
| ---- | ---- | ---- | ---- | ---- | ---- | ---- | ---- |
| 791  | 824  | 803  | 733  | 649  | 579  | 547  | 448  |

|  |